# Immuniste
Au Moyen Âge, l'immuniste est un laïc ou, le plus souvent, un ecclésiastique qui a reçu du roi un acte d'immunité, qui l'exempte de la contrainte des agents royaux (les comtes), notamment concernant la levée des impôts et le jugement des délits mineurs. L'immuniste agit donc de façon souveraine (mais au nom du roi) sur ses terres, en vertu de la délégation qui lui est ainsi conférée par le roi, sauf lors de délits graves (rapt, vol, meurtre...), pour lesquels ce sont les comtes qui statuent, en tant que judex publicus.